# Царица (альбом Анны Асти)
«Цари́ца» — второй сольный студийный альбом российской певицы Анны Асти, выпущенный 29 сентября 2023 года на лейбле Fenix Music.

## Предыстория и релиз
21 октября 2022 года Анна Асти представила первый сингл «Ночью на кухне», но видеоклип снят не был. Следующим синглом стала песня «Верю в тебя», выпущенная 28 апреля 2023 года, на следующий день был выпущен клип. 14 июля был выпущен третий сингл — «Царица», клип выпущен 22 июля 2023 года.
29 сентября 2023 года вместе с выходом студийного альбома помимо была выпущена эксклюзивная Deluxe-версия альбома «Царица (Deluxe)» для аудиосервиса «Яндекс Музыка». Каждый из треков включает в себя дополнительно интро, раскладывая карты Таро с видео-предсказаниями.

## Отзывы критиков
| Оценки критиков       | Оценки критиков       |
| Источник              | Оценка                |
| Русскоязычные издания | Русскоязычные издания |
| --------------------- | --------------------- |
| InterMedia            | 8/10                  |

Алексей Мажаев — рецензент информационного агентства InterMedia, критикуя, об альбоме отметил, что все композиции – о любви, преимущественно несчастной. Везде говорится о расставании и переживаниях по этому поводу, а также даются советы не отчаиваться, не возвращаться к бывшему и подумать о сладкой мести. Собственно, даже по названиям песен можно догадаться об их содержании: «Ломка», «Бумеранг», «Милый, прощай» и т.д. Мажаев заметил что пара треков ранее выходила отдельными синглами, но у новинок тоже есть хорошие шансы надолго оккупировать чарты. Это и «Дурак», рифмующийся с дырой (которая осталась в груди), и «Космически» (рифмующаяся с «практически»), и «Верю в тебя», которая выглядит небольшим лирическим экспериментом Дмитрия Лорена – экспериментом, оценённым слушателям. Ещё один качественный почти медляк – «Пообещай», примечательный тем, что у него другие авторы, среди которых есть и сама Анна Асти. Распевное «Дикое сердце» тоже написал не Лорен, так что певица потихоньку расширяет свой творческий горизонт. Впрочем, полюбившийся публике стиль у неё по-прежнему в приоритете, и её фабрика по производству хитов работает всё ещё бесперебойно. Работа оценена 8 из 10.

## Список композиций
| №   | Название         | Автор(ы)                       | Длительность |
| --- | ---------------- | ------------------------------ | ------------ |
| 1.  | «Космически»     | Дмитрий Лорен                  | 3:28         |
| 2.  | «Дурак»          | Дмитрий Лорен                  | 3:23         |
| 3.  | «Пообещай»       | Анна Дзюба и Анатолий Алексеев | 3:39         |
| 4.  | «Царица»         | Дмитрий Лорен                  | 3:35         |
| 5.  | «Ломка»          | Дмитрий Лорен                  | 3:00         |
| 6.  | «Верю в тебя»    | Дмитрий Лорен                  | 4:10         |
| 7.  | «Бумеранг»       | Дмитрий Лорен                  | 3:15         |
| 8.  | «Дикое сердце»   | Анна Дзюба и Василий Писаренко | 3:08         |
| 9.  | «Ночью на кухне» | Дмитрий Лорен                  | 3:52         |
| 10. | «Милый, прощай»  | Анна Дзюба и Егор Головацкий   | 2:58         |

| №   | Название                 | Автор(ы)                       | Длительность |
| --- | ------------------------ | ------------------------------ | ------------ |
| 1.  | «Intro»                  |                                | 0:35         |
| 2.  | «Космически (Intro)»     |                                | 0:24         |
| 3.  | «Космически»             | Дмитрий Лорен                  | 3:28         |
| 4.  | «Дурак (Intro)»          |                                | 0:29         |
| 5.  | «Дурак»                  | Дмитрий Лорен                  | 3:23         |
| 6.  | «Пообещай (Intro)»       |                                | 0:38         |
| 7.  | «Пообещай»               | Анна Дзюба и Анатолий Алексеев | 3:39         |
| 8.  | «Царица (Intro)»         |                                | 0:32         |
| 9.  | «Царица»                 | Дмитрий Лорен                  | 3:35         |
| 10. | «Ломка (Intro)»          |                                | 0:25         |
| 11. | «Ломка»                  | Дмитрий Лорен                  | 3:00         |
| 12. | «Верю в тебя (Intro)»    |                                | 0:39         |
| 13. | «Верю в тебя»            | Дмитрий Лорен                  | 4:10         |
| 14. | «Бумеранг (Intro)»       |                                | 0:23         |
| 15. | «Бумеранг»               | Дмитрий Лорен                  | 3:15         |
| 16. | «Дикое сердце (Intro)»   |                                | 0:35         |
| 17. | «Дикое сердце»           | Анна Дзюба и Василий Писаренко | 3:08         |
| 18. | «Ночью на кухне (Intro)» |                                | 0:39         |
| 19. | «Ночью на кухне»         | Дмитрий Лорен                  | 3:52         |
| 20. | «Милый, прощай (Intro)»  |                                | 0:29         |
| 21. | «Милый, прощай»          | Анна Дзюба и Егор Головацкий   | 2:58         |
| 22. | «Outro»                  |                                | 0:21         |

## Чарты
| Чарт (2023)    | Высшая позиция |
| -------------- | -------------- |
| Латвия (LaIPA) | 1              |
| Литва (AGATA)  | 4              |